# Сан Дијего клиперси
Сан Дијего клиперси (енгл. San Diego Clippers) амерички је кошаркашки клуб из Оушансајда у Калифорнији. Клуб се такмичи у НБА развојној лиги и тренутно је филијала НБА тима Лос Анђелес клиперси.

## Историја
Клуб је основан 2017. године.

## Познатији играчи
- Рајан Боутрајт